# Martirio di santa Giustina
Il Martirio di santa Giustina è un dipinto a olio su tela (105x113 cm) di Paolo Veronese, databile al 1570-1575 circa e conservato negli Uffizi di Firenze.

## Storia
Probabilmente il dipinto è quello citato in collezione Canonici a Ferrara nel 1632, dalla quale sarebbe passato alle raccolte di Paolo del Sera, agente e intermediario per il cardinale Leopoldo de' Medici a Venezia: il cardinale l'acquistò nel 1654, assieme all'Annunciazione, e lo fece portare a Firenze.

## Descrizione e stile
L'artista, aiutato da fratello, si dedicò a questo soggetto anche nella tela di grandi dimensioni della basilica di Santa Giustina a Padova, una scena più ricca di personaggi e di movimento.
La santa si trova al centro della scena, inginocchiata, mentre un aguzzino di colore, alle sue spalle, la sta per pugnalare in petto. Assistono alla scena due coppie di personaggi su ciascun lato, alquanto distaccati, come personaggi di teatro.
Sullo sfondo si rivela un lontano paesaggio, dall'orizzonte molto basso che fa torreggiare ancora di più le figure. Il candore virginale della santa è evidenziato, oltre che dal contrasto con la pelle del "moro", anche dal colonnato marmoreo dello stesso colore che si trova pressoché al centro della scena, e che dà un solenne ritmo classico all'intera composizione: le colonne sono alte quanto le figure, generando un serrato ritmo di masse verticali. I due personaggi di sinistra, col turbante alla turca, si sporgono leggermente in avanti, poggiati su due bastoni, creando un movimento in diagonale che riprende l'incinazione dell'aguzzino e le linee ideali della fuga prospettica, evitando uno schema compositivo troppo rigido e statico.
Piccoli accenni ad altre architetture si trovano alle estremità: la trabeazione di un tempio e l'imposta di un arco. In basso a sinistra, su un grandino tondeggiante, si trova la corona deposta della santa: il suo status regale è testimoniato anche dalla ricchezza dell'abito che indossa, composto da sete cangianti che accendono improvvisi bagliori di notevole raffinatezza.
Le sperimentazioni sul colore (rimesse in luce dal restauro del 1988), il senso teatrale e la complicata impaginazione formale dimostrano sicuramente l'autografia del lavoro, sebbene l'esatta collocazione temporale dell'opera sia stata a lungo dibattuta, arrivando a oscillare nell'arco di un quindicennio.